# Aldwark (Derbyshire)
Aldwark – wieś w Anglii, w hrabstwie Derbyshire, w dystrykcie Derbyshire Dales. Leży 25 km na północny zachód od miasta Derby i 207 km na północny zachód od Londynu. W 2001 miejscowość liczyła 39 mieszkańców.